# 프레드리크 바크만
칼 프레드리크 바크만(스웨덴어: Carl Fredrik Backman, 1981년 6월 2일~)은 스웨덴의 칼럼니스트, 블로거, 작가이다. 《오베라는 남자》의 저자이다.